# Jack Bauer
Jack Bauer è un personaggio protagonista della serie televisiva 24. È interpretato da Kiefer Sutherland.
All'interno della storyline di 24 Jack è un membro chiave del Counter Terrorist Unit (CTU), ed è spesso riconosciuto come il miglior agente che il CTU possieda. Il lavoro di Jack è quello di prevenire attacchi ai danni degli Stati Uniti d'America salvando sia vite civili che figure governative. In più di un'occasione Jack lo fa anche a scapito delle proprie situazioni personali, in quanto spesso i suoi nemici prendono come bersaglio i suoi amati.

## Concept
Il co-creatore di 24 Joel Surnow ha detto che non avevano nessun attore in mente per la parte: «non sapevamo chi fosse. Stavamo facendo provini per molte persone e poi sentimmo parlare di Kiefer Sutherland e pensammo "Questo è Jack Bauer"». Inizialmente Kiefer Sutherland aveva riserve circa l'interpretazione di Bauer, dicendo: «Questo è veramente all'avanguardia e diverso, non c'è verso che lo capiscano. Mi farebbero comodo i soldi, e nessuno lo vedrà mai». Il cognome Bauer è stato preso da un episodio della serie TV Nikita.
Nell'interpretare il personaggio, Sutherland deve produrre l'equivalente di 18 ore di girato ogni stagione «che è come produrre 12 film, quindi è ovvio che ci siano errori ma sono molto sorpreso di come tutto vada per il meglio». Sutherland è anche produttore esecutivo in 24. Ha portato Jack Bauer in televisione e nel mondo dei videogiochi, e nel 2006 ha siglato un contratto da 40 milioni di dollari per interpretare il personaggio.
L'uso della tortura durante gli interrogatori è stato spesso citato come ispirazione per gli interrogatori della CIA.

## Caratterizzazione
Jack Bauer è nato a Santa Monica, in California, il 18 febbraio, 1966, da Philip Bauer. Il nome della madre di Jack è sconosciuto. Jack ha un fratello, Graem Bauer. Ha un bachelor conseguito all'Università della California, Los Angeles, e una laurea in criminologia e legge all'Università della California - Berkeley.
Ha lavorato inizialmente nelle forze speciali dell'esercito: United States Army Special Forces e Delta Force (soprattutto nel Golfo Persico e nella Guerra del Kosovo) raggiungendo il grado di capitano. In seguito Jack ha lasciato l'esercito (rimanendo però attivo per le missioni più delicate) e ha lavorato per la SWAT del Los Angeles Police Department, e la Special Activities Division della CIA, entrando poi nel CTU di Los Angeles.

## Abilità
Come risultato del tempo trascorso nell'esercito e come operativo del governo Jack ha ottenuto competenze avanzate di combattimento corpo a corpo, abilità di tiro, strategia tattica e una notevole resistenza fisica e mentale. Bauer è anche noto per la sua abilità nel gestire situazioni ad alta tensione e nel risolvere rapidamente crisi complesse.